# Beach Boys - Rêves d'été
Pour plus de détails, voir Fiche technique et Distribution.
Beach Boys - Rêves d'été (Summer Dreams: The Story of the Beach Boys) est un téléfilm américain réalisé par Michael Switzer et diffusé le 29 avril 1990.

## Synopsis
Beach Boys - Rêves d'été relate l'histoire biographique des Beach Boys. Toutefois certains événements de la vie des frères Wilson et de leur groupe les Beach Boys n'ont pas été autorisés et ont été censurés au cours du tournage du film.

## Fiche technique
- Titre original : Summer Dreams: The Story of the Beach Boys
- Réalisation : Michael Switzer
- Scénario : Charles Rosin d'après le livre Heroes and Villains de Steven Gaines
- Durée : 90 minutes
- Pays :  États-Unis

## Distribution
- Greg Kean : Brian Wilson
- Bruce Greenwood : Dennis Wilson
- Arlen Dean Snyder : Murry Wilson
- Casey Sander : Mike Love
- Bo Foxworth : Carl Wilson
- Linda Dona : Karen Lamm
- Laura Leigh Hughes : Carole Wilson
- Wendy Foxworth : Marilyn Wilson
- Dorothy Dells : Audree Wilson
- Andrew Myler : Al Jardine
- William Jones : Bill
- Billy Vera : Sal
- Robert Lee : Bruce Johnston
- Maya Lebenzon : Crystal
- Kelly Bratten : Tinda